# Hôtel de ville d'Alost
L'hôtel de ville d'Alost est un édifice de style néo-classique situé sur la Grand-Place (Grote Markt en néerlandais) de la ville belge d'Alost (Aalst) dans la province de Flandre-Orientale.

## Historique
L'édifice est initialement une maison de maître construite en style classique en 1643-1645 par l'architecte anversois H. De Doncker,. Il est adapté et en partie reconstruit en style rococo au XVIIIe siècle. De ces deux premières phases subsiste la cour intérieure.
La façade principale, qui donne sur la Grand-Place d'Alost (Grote Markt), est érigée en 1828-1830 en style néo-classique par l'architecte Louis Roelandt,.
L'édifice est classé monument historique depuis le 19 juin 1991.

## Architecture

### Façade néo-classique
L'édifice présente vers la Grand-Place et vers la rue du Moulin (Molenstraat) une large façade de style néo-classique comptant trois niveaux et sept travées.
Cette façade, enduite et peinte en blanc, présente une composition symétrique comprenant un avant-corps de trois travées flanqué de deux travées à gauche et de deux travées à droite.
L'avant-corps est orné, au rez-de-chaussée, de bossages plats à refends et, à l'étage, de quatre hautes colonnes monolithes dont les chapiteaux corinthiens soutiennent un puissant entablement lisse. Toute la largeur de l'étage de l'avant-corps est occupée par un balcon à balustrade sur lequel s'ouvrent trois hautes portes-fenêtres
Cet avant-corps est percé dans l'axe d'un portail rectangulaire surmonté d'une fenêtre encadrée de colonnettes dont les chapiteaux portent un fronton triangulaire surmonté d'un grand arc en plein cintre au tympan duquel sont figurés le blason d'Alost et des rinceaux intégrant le millésime 1830 et des têtes de lion. Les écoinçons sont richement sculptés.
La partie néo-classique de l'hôtel de ville abrite la salle des fêtes, qui a été rénovée en 2011.

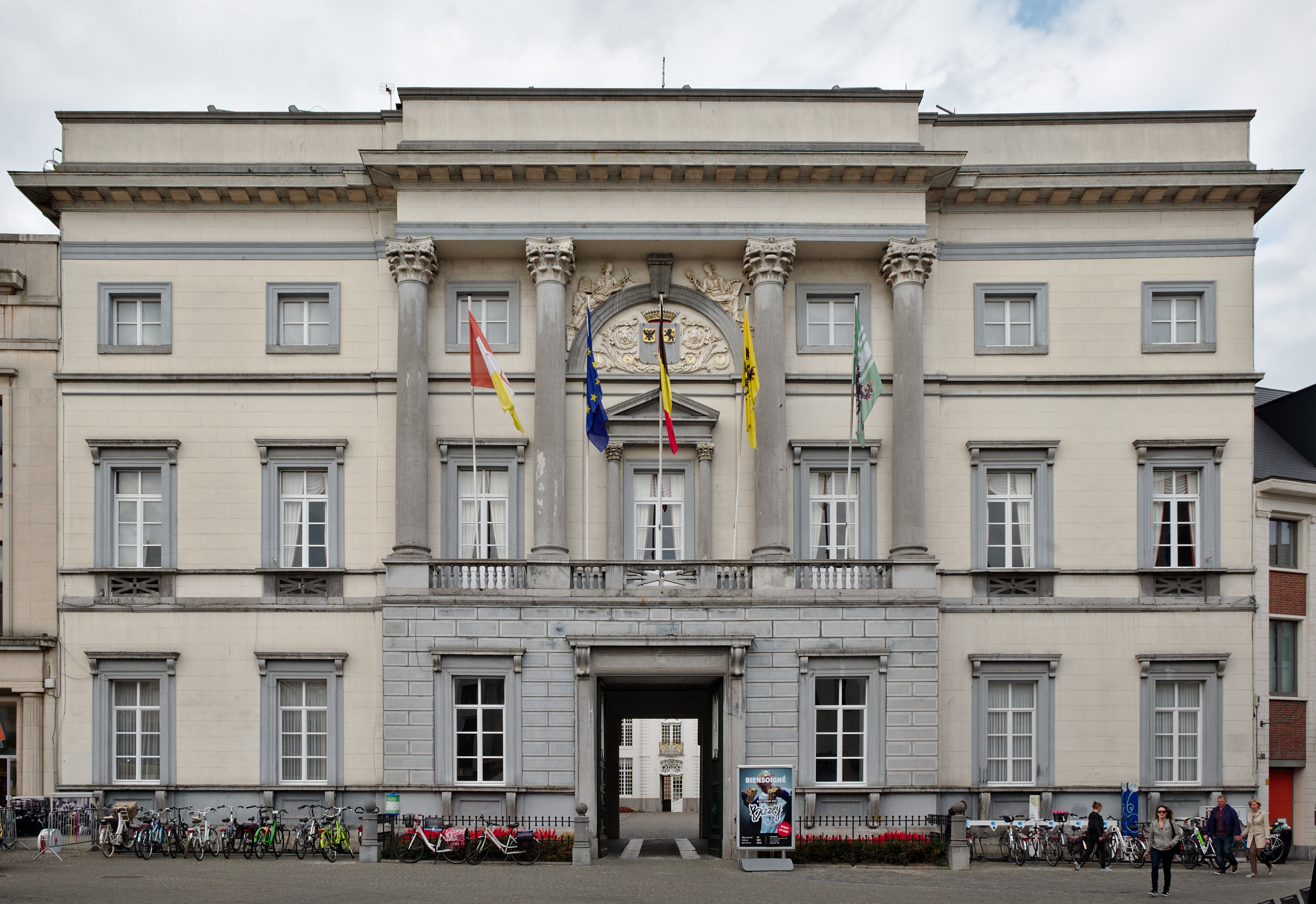
L'hôtel de ville par temps couvert.
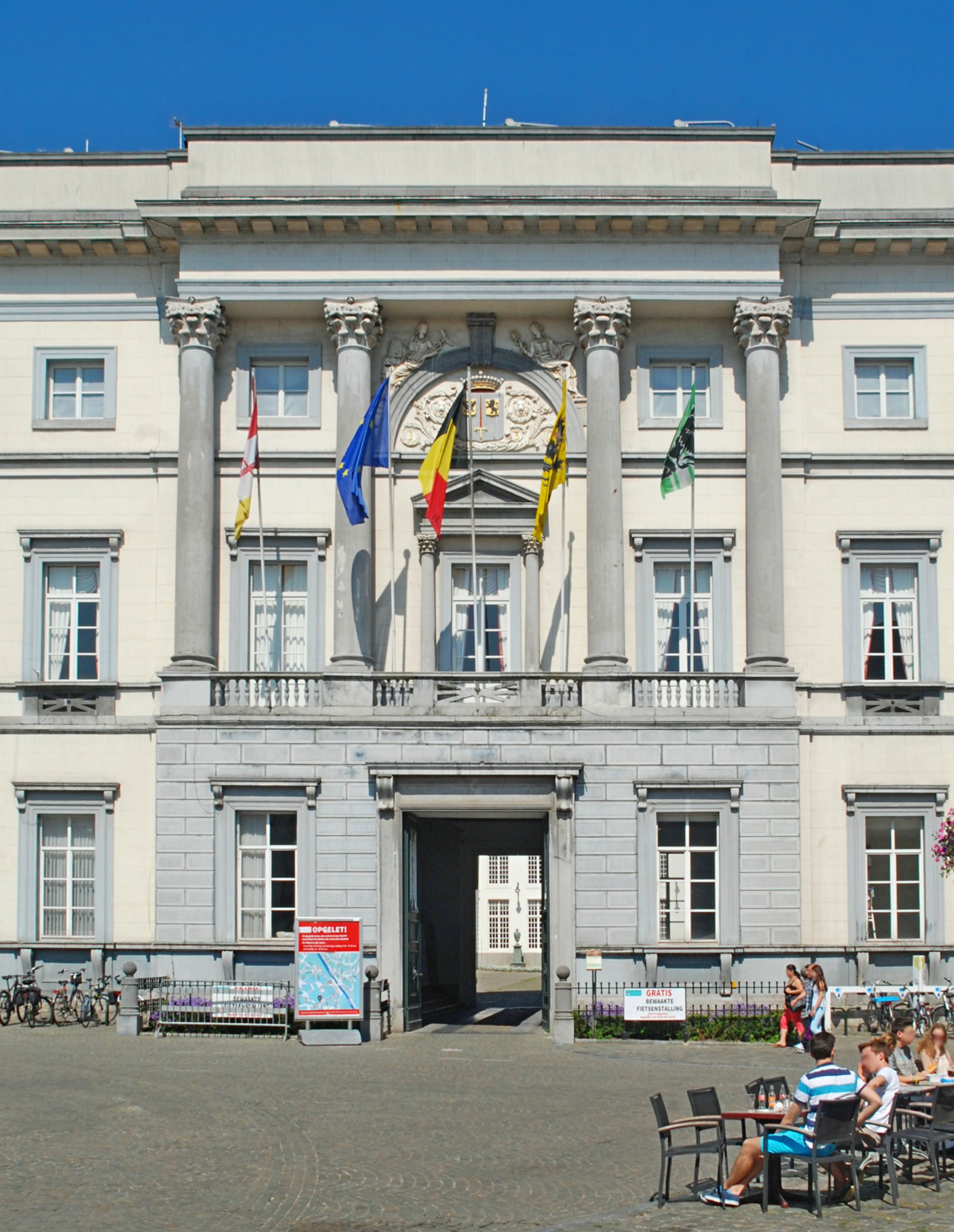
L'avant-corps.
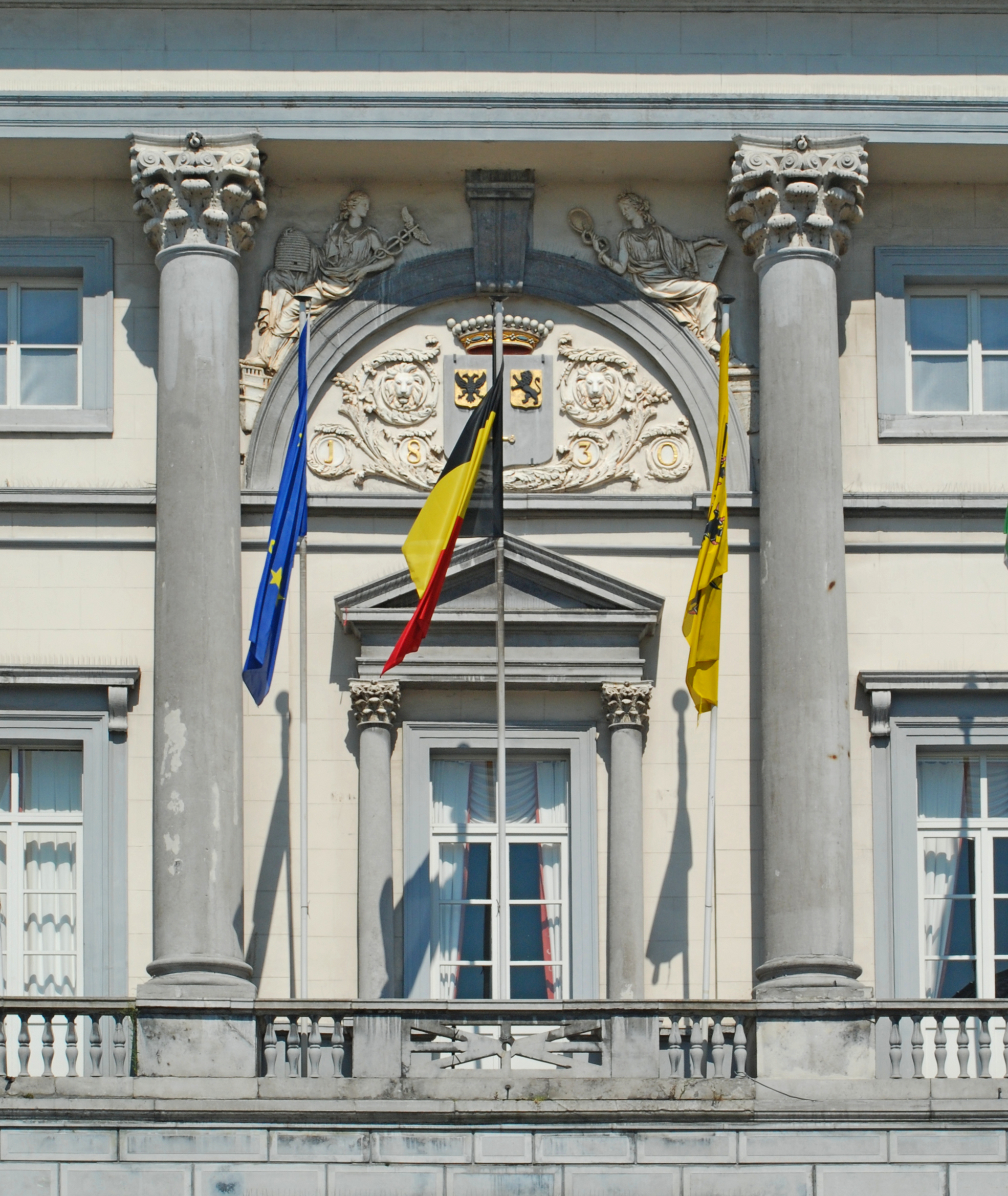
La travée axiale.

### Complexe arrière
Derrière cette façade néo-classique, l'hôtel de ville forme un complexe fermé avec des bâtiments regroupés autour d'une cour pavée rectangulaire,.
Les ailes latérales de ce complexe sont des constructions traditionnelles en briques et en grès construites en 1643-1645,.
L'aile principale, qui ferme la cour au nord a été reconstruite en 1756 dans le style rococo.
Cette aile, enduite et peinte en blanc, présente vers la cour une façade de cinq travées. La travée centrale, luxueusement décorée, est délimitées par deux hauts pilastres à bossage. Le rez-de-chaussée est percé d'une porte de style Louis XV surmontée d'une fenêtre d'imposte en fer forgé finement ouvragé. L'étage est agrémenté d'une porte-terrasse surmontée d'une imposte assez semblable mais au profil cintré, précédée d'un balcon en fer forgé noir et or. Cette travée axiale se termine par un pignon richement orné dont l'oculus et les sculptures s'inscrivent sous des arcs recti-curvilignes qui portent un cartouche orné d'un cadran solaire,.

L'aile de style rococo
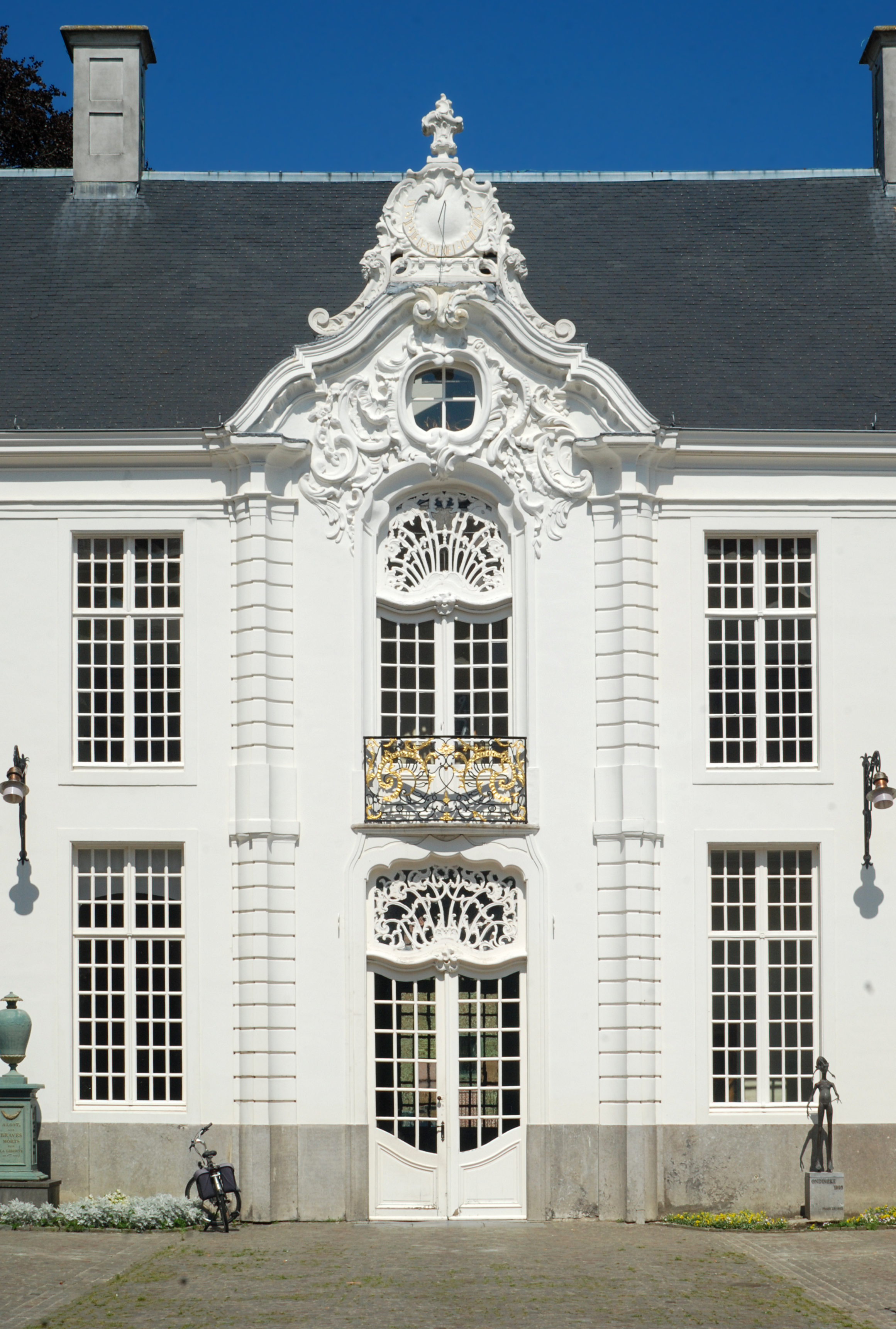
Travée centrale.
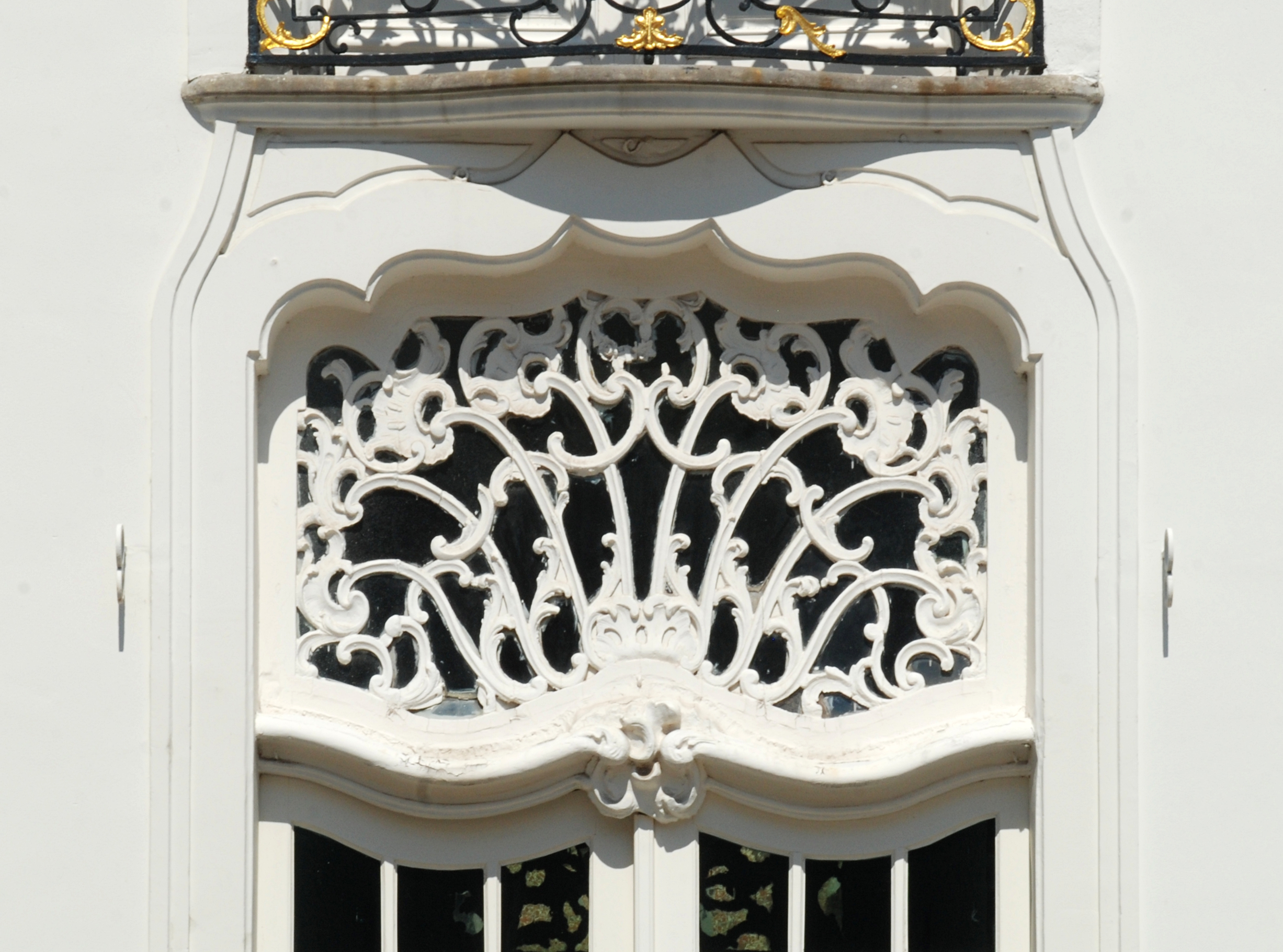
Fenêtre d'imposte de la porte d'entrée.
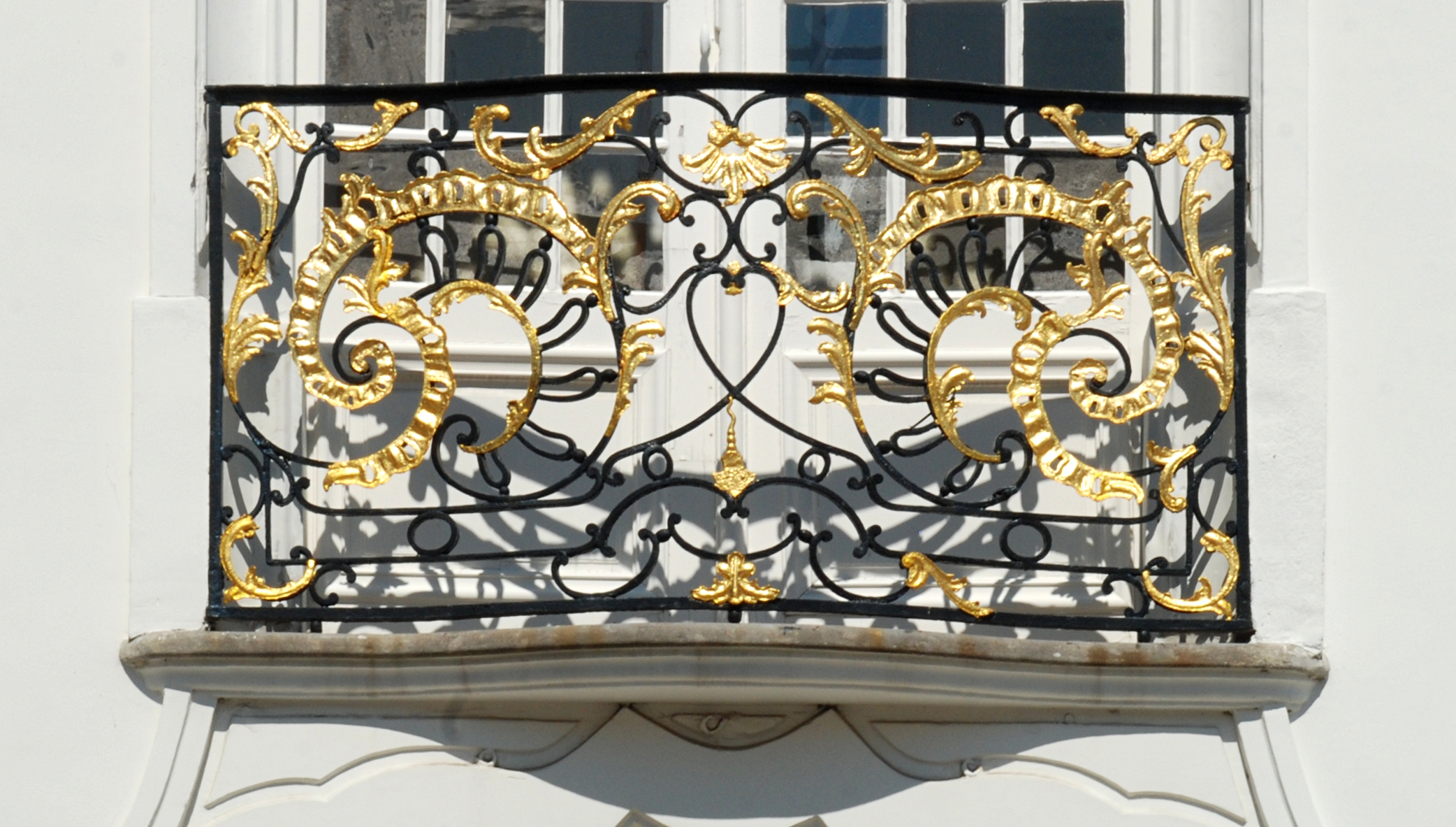
Balcon en fer forgé noir et or.
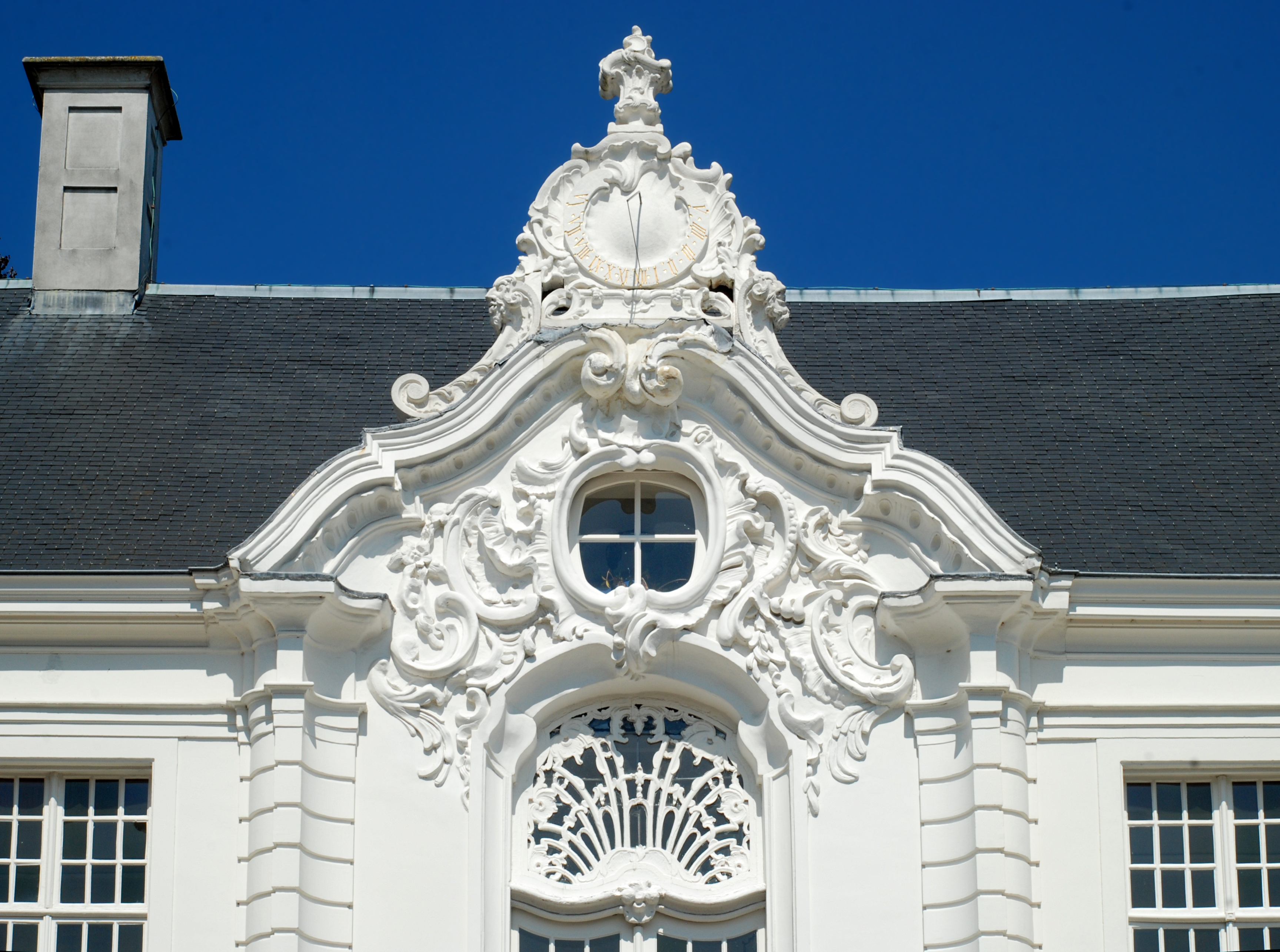
Pignon.